# Distria Krasniqi
Pour les articles homonymes, voir Krasniqi.
Distria Krasniqi (née le 10 décembre 1995 à Pejë) est une judokate albanaise du Kosovë. Championne olympique et championne d'Europe en 2021 dans la catégorie des moins de 48 kg (super-légers), elle monte d'une catégorie en 2022 pour celle des moins de 52 kg (mi-légers) et remporte la médaille d'or aux Jeux méditerranéens puis celle des championnats d'Europe en 2024. 

## Biographie
Sacrée championne du monde chez les juniors de moins de 52 kg en 2015, Distria Krasniqi remporte ensuite deux titres de championne d'Europe des moins de 23 ans en 2016 et 2017. Vice-championne d'Europe à Tel-Aviv en 2018, elle décide de descendre d'une catégorie, chez les moins de 48 kg et enchaîne les podiums mondiaux.
Distria Krasniqi remporte l'or olympique en -48 kg aux Jeux olympiques d'été de 2020 en battant la Japonaise Funa Tonaki en finale. Il s'agit de la deuxième médaille de l'histoire du Kosovo aux Jeux olympiques après le titre de Majlinda Kelmendi en 2016.
Championne olympique, la Kosovare monte de catégorie pour celle des moins de 52 kg. En février 2022, elle est battue en finale du tournoi de Paris par Amandine Buchard. En juin, Krasniqi remporte l'or lors Jeux méditerranéens organisés à Oran. Albanaise du Kosovo, l'athlète de haut-niveau est employée par les forces armées albanaises depuis 2021 et promue  au grade de colonel en août 2022.

## Palmarès

### Compétitions internationales
| Année | Compétition                     | Lieu        | Résultat | Catégorie      |
| ----- | ------------------------------- | ----------- | -------- | -------------- |
| 2015  | Championnats d'Europe (Juniors) | Oberwart    | 3e       | Moins de 52 kg |
| 2015  | Championnats du monde (Juniors) | Abu Dhabi   | 1re      | Moins de 52 kg |
| 2016  | Championnats d'Europe (U23)     | Tel Aviv    | 1re      | Moins de 52 kg |
| 2017  | Championnats d'Europe (U23)     | Podgorica   | 1re      | Moins de 52 kg |
| 2018  | Championnats d'Europe           | Tel Aviv    | 2e       | Moins de 52 kg |
| 2018  | Jeux méditerranéens             | Tarragone   | 1re      | Moins de 52 kg |
| 2019  | Championnats du monde           | Tokyo       | 3e       | Moins de 48 kg |
| 2020  | Championnats d'Europe           | Prague      | 3e       | Moins de 48 kg |
| 2021  | Championnats d'Europe           | Lisbonne    | 1re      | Moins de 48 kg |
| 2021  | Jeux olympiques                 | Tokyo       | 1re      | Moins de 48 kg |
| 2022  | Championnats d'Europe           | Sofia       | 3e       | Moins de 52 kg |
| 2022  | Jeux méditerranéens             | Oran        | 1re      | Moins de 52 kg |
| 2022  | Championnats du monde           | Tachkent    | 3e       | Moins de 52 kg |
| 2023  | Championnats d'Europe           | Montpellier | 2e       | Moins de 52 kg |
| 2023  | Championnats d'Europe open      | Pristina    | 3e       | Moins de 57 kg |
| 2024  | Championnats d'Europe           | Zagreb      | 1re      | Moins de 52 kg |
| 2024  | Jeux olympiques                 | Paris       | 2e       | Moins de 52 kg |
| 2025  | Championnats d'Europe           | Podgorica   | 1re      | Moins de 52 kg |
| 2025  | Championnats du monde           | Budapest    | 2e       | Moins de 52 kg |

| Année | Compétition  | Lieu       | Résultat | Catégorie      |
| ----- | ------------ | ---------- | -------- | -------------- |
| 2014  | Grand Prix   | Düsseldorf | 3e       | Moins de 48 kg |
| 2015  | Grand Prix   | Samsun     | 1re      | Moins de 52 kg |
| 2015  | Grand Prix   | Zagreb     | 3e       | Moins de 52 kg |
| 2015  | Grand Chelem | Bakou      | 3e       | Moins de 52 kg |
| 2016  | Grand Prix   | Samsun     | 3e       | Moins de 52 kg |
| 2016  | Grand Prix   | Budapest   | 2e       | Moins de 52 kg |
| 2016  | Grand Prix   | Zagreb     | 2e       | Moins de 52 kg |
| 2017  | Grand Chelem | Paris      | 3e       | Moins de 52 kg |
| 2017  | Grand Prix   | Antalya    | 1re      | Moins de 52 kg |
| 2017  | Grand Prix   | La Haye    | 1re      | Moins de 52 kg |
| 2018  | Grand Prix   | Tunis      | 2e       | Moins de 52 kg |
| 2018  | Grand Chelem | Paris      | 3e       | Moins de 52 kg |
| 2018  | Grand Prix   | Antalya    | 1re      | Moins de 52 kg |
| 2018  | Grand Prix   | Budapest   | 3e       | Moins de 48 kg |
| 2018  | Grand Chelem | Abu Dhabi  | 2e       | Moins de 48 kg |
| 2018  | Grand Prix   | Tashkent   | 1re      | Moins de 48 kg |
| 2018  | Grand Prix   | La Haye    | 3e       | Moins de 48 kg |
| 2019  | Grand Chelem | Paris      | 2e       | Moins de 48 kg |
| 2019  | Grand Prix   | Antalya    | 1re      | Moins de 48 kg |
| 2019  | Grand Prix   | Budapest   | 2e       | Moins de 48 kg |
| 2020  | Grand Chelem | Paris      | 1re      | Moins de 52 kg |
| 2020  | Grand Chelem | Budapest   | 1re      | Moins de 48 kg |
| 2022  | Grand Chelem | Paris      | 2e       | Moins de 52 kg |
| 2022  | Grand Chelem | Tbilissi   | 1re      | Moins de 52 kg |
| 2023  | Grand Chelem | Paris      | 1re      | Moins de 52 kg |
| 2023  | Grand Chelem | Tbilissi   | 2e       | Moins de 52 kg |
| 2023  | Grand Chelem | Bakou      | 2e       | Moins de 52 kg |
| 2024  | Grand Chelem | Paris      | 1re      | Moins de 52 kg |
| 2024  | Grand Chelem | Tbilissi   | 3e       | Moins de 52 kg |
| 2025  | Grand Chelem | Paris      | 3e       | Moins de 52 kg |
| 2025  | Grand Prix   | Linz       | 2e       | Moins de 52 kg |

| Année | Compétition     | Lieu      | Résultat | Catégorie      |
| ----- | --------------- | --------- | -------- | -------------- |
| 2014  | European Open   | Sofia     | 1re      | Moins de 48 kg |
| 2015  | European Open   | Lisbonne  | 2e       | Moins de 52 kg |
| 2017  | European Open   | Sofia     | 3e       | Moins de 52 kg |
| 2018  | Masters mondial | Guangzhou | 1re      | Moins de 48 kg |
| 2019  | Masters mondial | Qingdao   | 1re      | Moins de 48 kg |
| 2021  | Masters mondial | Doha      | 1re      | Moins de 48 kg |
| 2022  | Masters mondial | Jérusalem | 1re      | Moins de 52 kg |
| 2023  | Masters mondial | Budapest  | 2e       | Moins de 52 kg |